# Parlamentáris rendszer

Különböző parlamentáris rendszerek térképe
Parlamentáris monarchiák.
Parlamentáris köztársaságok, ahol a parlamentek ténylegesen felette állnak az államfőnek.
Parlamentáris köztársaságok, ahol a parlament végrehajtó hatalommal rendelkező elnököt választ

A parlamentáris rendszer szuverén államok olyan demokratikus kormányzási rendszere, amelyben a végrehajtó hatalom a törvényhozástól eredezteti demokratikus legitimitását, és felelős is a törvényhozásnak. Egy parlamentási rendszerben az államfő és a kormányfő normálisan különböző személyek. Ez más, mint egy demokratikus elnöki rendszer, ahol az államfő gyakran egyben kormányfő is, és ami még fontosabb: a végrehajtó hatalom legitimitása nem a törvényhozástól ered.

Az EU kormány- és államformái
félelnöki köztársaság
parlamentáris köztársaság
parlamentáris alkotmányos monarchia

Egy parlamentáris rendszerű ország lehet alkotmányos monarchia is, amelyben a monarcha az államfő és a kormányfő csaknem mindig törvényhozási tag is (mint például az Egyesült Királyság, Dánia, Svédország és Japán). Lehet parlamentáris köztársaság, ahol egy jórészt ceremoniális szerepű elnök az államfő és a kormányfő rendszerint a törvényhozásból jön (mint az Ír Köztársaság, Németország, India és Olaszország). Néhány parlamentáris köztársaságban (mint Botswana, a Dél-afrikai Köztársaság, Svájc, Suriname és Németország tartományai) a kormányfő államfő is, de választják és felelős a törvényhozásnak.

## Fordítás
Ez a szócikk részben vagy egészben  a   Parliamentary system című angol Wikipédia-szócikk ezen változatának fordításán alapul.  Az eredeti cikk szerkesztőit annak laptörténete sorolja fel. Ez a jelzés csupán a megfogalmazás eredetét és a szerzői jogokat jelzi, nem szolgál a cikkben szereplő információk forrásmegjelöléseként.